# Carezzano
Carezzano (Carzòu in dialetto tortonese) è un comune italiano di 435 abitanti della provincia di Alessandria in Piemonte, situato sulle colline alla destra del torrente Scrivia.

## Storia
Il nome di Carezzano Superiore ed Inferiore — due paesi omonimi, con identità separate — deriva dall'agglutinazione dei due vocaboli del ligure arcaico car ("altura") e san ("luogo"), da cui, dunque, "luogo sull'altura". La definizione attiene con maggior evidenza al villaggio superiore che, non a caso, si crede sorto assai prima dell'omonimo situato più in basso, al quale tuttavia cedette, col passare del tempo, per consistenza ed importanza. Carezzano Inferiore, o Maggiore, infatti, fu capitale del Vescovato di Tortona dalla fine del XIV secolo a quella del XVI. Il Vescovo vi tenne la sua curia, il suo tribunale, un suo vicario, le sue prigioni. Sul vicino colle di Castiglione erano eseguite le sentenze capitali: tra le altre, tre donne della vicina Val Magra vi furono bruciate per stregoneria, nell'estate del 1520, dopo un drammatico processo in piazza.
Nella sua circoscrizione, a Vezzano, dove i Vettii ebbero una loro villa, fu edificata un'antica pieve, già documentata nel XII sec. Ad essa, nel XV, si sovrapporrà il celebre convento di cui sopravvivono alcune strutture ed il campanile romanico. 

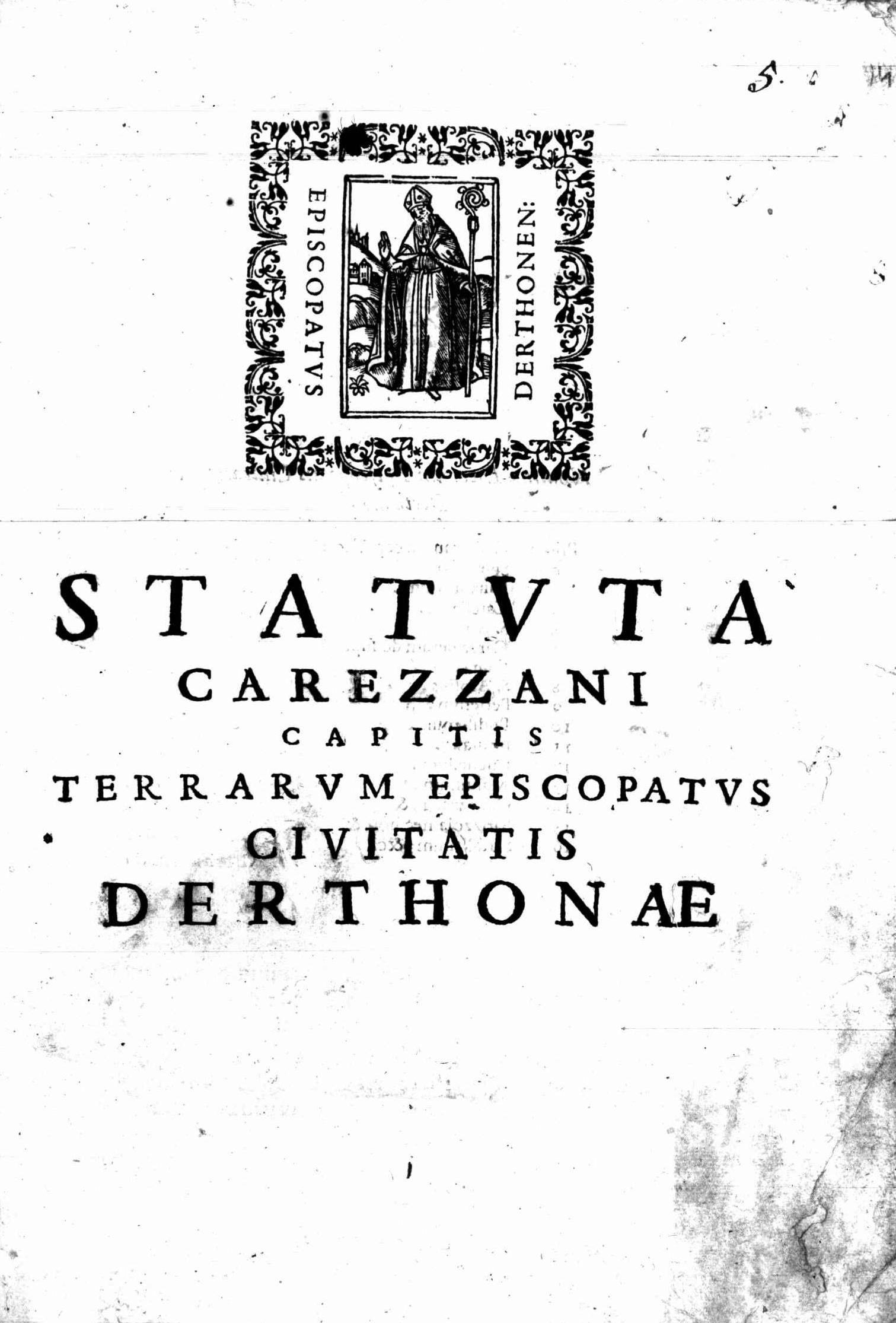
Statuti di Carezzano (Statuta Carezzani capitis terrarum episcopatus civitatis Derthonae), 1683

Sono originarie di Carezzano le famiglie di:
Sesto Canegallo (Sestri Ponente 1892 – Carezzano 1966) diplomato all'Accademia Ligustica di Belle Arti di Genova, in origine pittore divisionista, dopo il suo trasferimento a Milano si collocò a metà strada fra divisionismo e futurismo. Espose con successo di pubblico e di critica a Roma, Genova, Parigi.
Ella Tambussi Grasso (Windsor Locks, 1919 – Hartford, 1981) di famiglia originaria della frazione Perleto, fu la prima donna governatore nella storia degli Stati Uniti d'America; amministrò con autorevolezza il Connecticut dal 1975 al 1980, quando dovette dimettersi per gravi motivi di salute; il presidente statunitense Ronald Reagan la insignì nel 1984 della prestigiosa Medal of Freedom postuma; dal 1993 il suo nome è iscritto nella National Women's Hall of Fame.
Pietro Lorenzo Schiavi - Fonda nel paese natio, nell'anno 1672, una istituzione caritativa il cui reddito viene destinato a sostenere i figli di famiglie bisognose. L'Opera Pia Schiavi, che dal promotore prenderà il nome, si dota di statuto nel settembre 1875 ed opera in Carezzano fino al 1934.
Il comune è nato dalla fusione dei comuni di Carezzano Inferiore e Carezzano Superiore nel 1928.

### Simboli
Lo stemma e il gonfalone del comune di Carezzano sono stati concessi con decreto del presidente della Repubblica del 27 febbraio 1958.
Sullo sfondo azzurro dello stemma comunale sono raffigurati due campanili quadrangolari d'argento, fondati su una campagna di verde in banda abbassata e accompagnati in capo da una spada d'argento, guernita d'oro, con la punta all'ingiù, in banda, attraversata da un pastorale pure d'argento, in sbarra.
Il gonfalone è un drappo partito di bianco e di azzurro.

## Società

### Evoluzione demografica
Abitanti censiti

## Amministrazione
Di seguito è presentata una tabella relativa alle amministrazioni che si sono succedute in questo comune.
| Periodo        | Periodo        | Primo cittadino              | Partito                                    | Carica                  | Note  |
| -------------- | -------------- | ---------------------------- | ------------------------------------------ | ----------------------- | ----- |
| 23 giugno 1985 | 26 maggio 1990 | Claudio Mobiglia             | Democrazia Cristiana                       | Sindaco                 | [ 9 ] |
| 26 maggio 1990 | 24 aprile 1995 | Claudio Mobiglia             | Democrazia Cristiana                       | Sindaco                 | [ 9 ] |
| 24 aprile 1995 | 14 giugno 1999 | Claudio Mobiglia             | centro                                     | Sindaco                 | [ 9 ] |
| 14 giugno 1999 | 11 luglio 2001 | Claudio Mobiglia             | lista civica                               | Sindaco                 | [ 9 ] |
| 1º agosto 2001 | 28 maggio 2002 | Paolo Giuseppe Alfredo Ponta | -                                          | Commissario prefettizio | [ 9 ] |
| 6 giugno 2002  | 29 maggio 2007 | Gianfranco Bellingeri        | lista civica                               | Sindaco                 | [ 9 ] |
| 29 maggio 2007 | 7 maggio 2012  | Gianfranco Bellingeri        | lista civica                               | Sindaco                 | [ 9 ] |
| 7 maggio 2012  | 22 giugno 2016 | Domenico Balostro            | lista civica Insieme per Carezzano         | Sindaco                 | [ 9 ] |
| 22 giugno 2016 | 11 giugno 2017 | Giorgio Ariberto Moranzoni   | -                                          | Commissario prefettizio | [ 9 ] |
| 12 giugno 2017 | 12 giugno 2022 | Luigi Prati                  | lista civica Insieme a Prati per Carezzano | Sindaco                 | [ 9 ] |
| 12 giugno 2022 | in carica      | Franco Guernier              | lista civica Insieme per Carezzano         | Sindaco                 | [ 9 ] |